# Ener Julio
Ener Julio (* 14. Oktober 1973 in Cartagena) ist ein ehemaliger kolumbianischer Profiboxer und Weltmeister der WBO und IBO im Halbweltergewicht.

## Karriere
Er begann 1994 mit dem Profiboxen und gewann zehn Aufbaukämpfe, davon neun durch Knockout. Im Januar 1996 unterlag er dann nach Punkten gegen den dreifachen WM-Herausforderer Héctor López. In seinen folgenden neun Kämpfen ging er achtmal als Sieger hervor, darunter gegen IBO-Weltmeister Newton Villarreal und den zweifachen WM-Herausforderer Wilfrido Rocha. Gegen David Ojeda gewann er im September 1998 die IBO-Weltmeisterschaft im Halbweltergewicht, die er gegen Luis Flores verteidigen konnte.
Im Juli 2000 trat er mit einer Bilanz von 22 Siegen (17 K. o.) und 3 Niederlagen zum Kampf um den Weltmeistertitel der WBO im Halbweltergewicht an und sicherte sich den Titel in Miami durch einen Punktesieg gegen Randall Bailey (21-0, 21 K. o.). Im Januar 2002 verlor er den Titel jedoch bereits in der ersten Verteidigung durch Punktniederlage an DeMarcus Corley (26-1, 16 K. o.), dem er bereits in einem Kampf 1999 unterlegen war.
Gegen Saul Duran boxte er im August 2002 Unentschieden. Anschließend bestritt er noch acht Kämpfe mit zwei Siegen, vier Niederlagen und zwei Unentschieden. Eine der Niederlagen erlitt er im Mai 2004 gegen David Díaz.